# Cooperativisme
El cooperativisme o moviment cooperatiu és una doctrina i moviment socioeconòmic estès arreu del món que propugna per la difusió, desenvolupament i consolidació de les cooperatives, considerades com a sistema ideal d'organització de l'activitat socioeconòmica. Va sorgir des del moviment obrer a mitjan segle XIX, en un context de revolució industrial, per fer front a les pèssimes condicions de vida del proletariat en el sistema econòmic capitalista. A partir de l'autoorganització popular, l'ajuda mútua, la democràcia, el progrés tècnic i l'orientació a satisfer necessitats humanes, pretén construir gradualment i pacíficament una economia que beneficiï de manera equitativa tots els individus de la societat, aportant noves fonts de treball i benestar.
Se sol indicar la Cooperativa de Consum de Rochdale (1844) com l'organització que va inspirar els principis del cooperativisme internacional i va impulsar la creació de l'Aliança Cooperativa Internacional. Diversos pensadors socialistes i anarquistes van influir en la visió dels pioners de Rochdale, entre els quals destaca Robert Owen, que va propugnar per un cooperativisme industrial. Altres cooperativistes que van influir en la creació del moviment cooperatiu van ser Charles Fourier, Louis Blanc, Phillippe Buchez, Claude-Henri de Rouvroy, Charles Gide, Pierre-Joseph Proudhon i Franz Hermann Schulze. Tot i que el moviment cooperativista va expandir-se en aquest període, existeixen antecedents de pràctiques cooperatives anteriors.

## Història

### Precursors

#### Robert Owen
L'empresari socialista gal·lès Robert Owen (1771-1858) va plantejar un cooperativisme que es construeix a partir de la industrialització, a diferència de Fourier, que buscava un retorn a la societat agrària. En aquest enfocament es situarien els pioners de Rochdale i els defensors del cooperativisme industrial. Owen va proposar les comunitats autònomes com a sistema econòmic alternatiu al capitalisme, que permetria el treball moderat i digne. Creia que l'èxit empresarial no podia dissociar-se del benestar dels seus treballadors. Així que va impulsar les «aldees cooperatives», on els beneficis de les empreses es destinaven a millorar les condicions de vida dels treballadors, amb educació, habitatge i higiene. Considerava que aquest era el retorn que havien de tenir els treballadors per participar en el procés productiu. Va intentar implementar el seu model a diferents llocs del món.

#### François Marie Charles Fourier
Pel francès Charles Fourier (1772-1837), la cerca de la felicitat havia de centrar-se en allò que proporciona plaer i satisfacció personal. Per això, defensava el lliure desenvolupament de la personalitat en la comunitat. Així doncs, la societat havia de basar-se en una cooperació mútua, interpersonal, i en una ampliació de les relacions socials, també de les sexuals i afectives. Fourier va distingir quatre fases del desenvolupament de la humanitat —el salvatgisme, la barbàrie, el patriarcat i la civilització—, i considerava que aquesta última és la que produeix condicions més desiguals i injustes, a més d'un gran nombre de dessabors i ridiculeses.
Aquest autor va crear petites comunitats, o falansteris, d'associació voluntària, autogestionats, de propietat comunal i en què els beneficis econòmics es repartien entre els seus membres. A diferència d'Owen, les seves comunitats es mouen més en el sector agrícola que industrial, ja que veu la industrialització com allò que ha fracturat la societat i produït les desigualtats socials. Per tant, els falansteris giren al voltant del cultiu de la terra i els oficis derivats d'aquesta. Es tracta d'un retorn a la vida primitiva i a la societat agrària. Com altres socialistes utòpics, també va insistir a convèncer la burgesia de les bondats del seu model, tot i que amb escàs èxit.

#### Claude-Henri de Rouvroy
Claude-Henri de Rouvroy (1760-1825), o compte de Saint-Simon, no va plantejar una doctrina tancada, sinó més a viat una crítica a les condicions de vida generades per la revolució industrial. Va ser especialment crític amb les classes no productives com la noblesa i el clero. Va teoritzar sobre un model d'organització cristiana basat en la fraternitat i un increment del benestar de la classe més pobre. També, creia que els seus estudis servirien per convèncer a tots els homes bons que el seu programa de vida i treball proporcionaria una major prosperitat per a totes les classes i societats.

#### William King
L'anglès William King (1786−1865) advocava per la creació de cooperatives de consum per a pal·liar les males condicions de vida de les persones assalariades. King va crear la primera botiga cooperativa el 1828 a Brighton que es regia amb el principi de reciprocitat associativa. També va proposar crear cooperatives de producció, amb treballadors associats.

#### Phillippe Buchez
Phillippe Buchez (1796−1865) va fundar les primeres cooperatives de treball a França, que comptaven com a grup principal amb la classe obrera. Buchez va plantejar una reforma social basada en l'associació obrera, que hauria de reunir un capital suficient per consolidar l'economia obrera a nivell global. També, va advocar per la distribució de beneficis dedicada a fins socials o al repartiment entre socis, així com no repartir el capital social.

#### Pierrre-Joseph Proudhon
Pierre-Joseph Proudhon (1809–1865) va introduir la remuneració de l'interès, i la concepció de la propietat privada com un robatori. Va influir tant en el desenvolupament de l'anarquisme com el cooperativisme.

#### Louis Blanc
El pensador francès Louis Blanc (1811-1882) va proposar que l'Estat intervingués en l'economia per superar les desigualtats socials amb un model de cooperatives obreres que organitzessin democràticament cada branca de producció, repartís de manera igualitària els beneficis, i prestés pensions de vellesa i malaltia. En els «tallers socials», Blanc planteja que els treballadors rebrien beneficis laborals i socials quan fossin a la vegada propietaris i treballadors.

#### Charles Gide
El científic social Charles Gide (1847-1932) va proposar un cooperativisme basat en l'economia participativa i autogestionada, enfront del socialisme marxista ateu i revolucionari, i amb l'objectiu d'apropar el moviment obrer a l'Església catòlica. Gide va propiciar la unitat del cooperativisme francès i impulsar les cooperatives de consum a França. També va contribuir a la sistematització del cooperativisme anglès, especialment de Rochdale. Va aconsellar sobre els colors de la bandera cooperativista i publicar diversos llibres i articles relacionats amb l'economia social i solidària.
Gide va proposar un pla per implantar la República Cooperativa, que va presentar al IV Congrés Cooperatiu de París el 1899. Considerava que el cooperativisme havia de desenvolupar-se en tres etapes. Primer, s'havia d'aconseguir la indústria comercial, agrupant societats i utilitzant els beneficis per crear magatzems a l'engròs i compres a gran escala. Segon, s'havia d'arribar a la indústria empresarial, adquirint fàbriques per produir tot el que fos necessari per als socis. I tercer, fer-se amb la indústria agrícola, adquirint terres per a la producció directa de matèries primeres.